# Saint-Célerin
Saint-Célerin település Franciaországban, Sarthe megyében. Lakosainak száma 881 fő (2022. január 1.). Saint-Célerin Bonnétable, Torcé-en-Vallée, La Chapelle-Saint-Rémy, Lombron és Prévelles községekkel határos.

## Népesség
A település népessége az elmúlt években az alábbi módon változott:
| Lakosok száma | 836  | 873  | 904  | 905  | 916  | 927  | 897  | 889  | 881  |
|               | 2013 | 2015 | 2016 | 2017 | 2018 | 2019 | 2020 | 2021 | 2022 |